# Adolf Johann Hoeffler

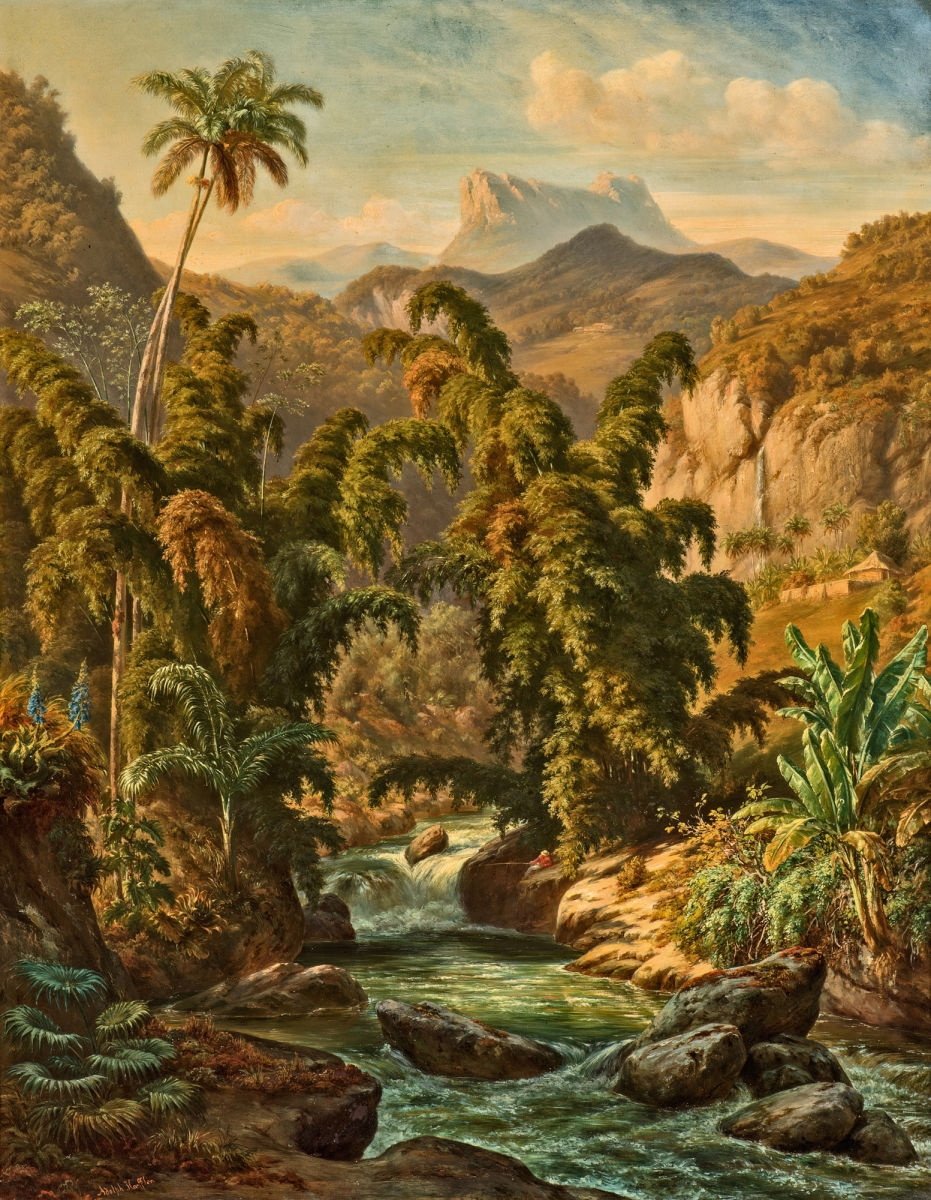
Kubanische Landschaft

Adolf Johann Hoeffler, auch Johannes Adolf Höffler (* 24. Dezember 1825 in Frankfurt am Main; † 19. März 1898 ebenda), war ein deutscher Landschaftsmaler und Zeichner, der auch in den Vereinigten Staaten und Kuba tätig war.
Geboren als Sohn des Malers Heinrich Friedrich Höffler und Johanna Eleonora Höffler, heiratete er Anna Catharina Hoeffler. Seine Schwestern waren die Malerinnen Christine Höffler, Eleonora Höffler (1824–1899) und Emilie Höffler (1838–1912).
Hoeffler studierte Malerei am Städelschen Kunstinstitut sowie ab dem 14. November 1847 an der Königlichen Akademie der Künste in München und 1848 unter Karl Ferdinand Sohn an der Kunstakademie Düsseldorf.
Den Zeitraum von 1848 bis 1853 verbrachte Hoeffler in Nordamerika und Kuba. Er verdiente seinen Unterhalt mit der Porträtmalerei. Hoeffler besuchte viele US-Staaten: Louisiana, Wisconsin, Pennsylvania, Maryland, Ohio und New York.
Aus diesen Studienreisen brachte er Skizzen, die er nach Deutschland bei seiner Rückkehr mitnahm und die ihm als Vorlagen für Ölbilder dienten. Später widmete er sich den Landschaftsmotiven aus der Umgebung Frankfurts. Er besuchte auch Italien.
Er veröffentlichte illustrierte Reiseberichte in Harper’s Magazine, unterrichtete auch im Städelschen Kunstinstitut. Zu seinen Schülern gehörte u. a. Johann Christian Heerdt.